# 윈도우 시스템 평가 도구

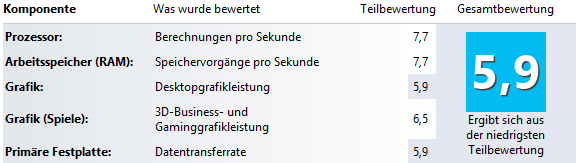

윈도우 시스템 평가 도구(Windows System Assessment Tool, WinSAT)는 마이크로소프트 윈도우 비스타, 윈도우 7, 윈도우 8 (윈도우 8.1 제외)의 모듈이며, 윈도우 체험 지수(WEI) 점수를 지표로 하여, 하드웨어의 여러 가지 성능을 측정한다. 제어판의 시스템 속성에 관한 애플릿에 들어가면 "사양 정보 및 도구"(윈도우 7의 경우 "성능 정보 및 도구")를 확인할 수 있으며, 이것으로 윈도우 시스템을 평가한다.

## 체험 지수
윈도우 체험 지수는 윈도우 비스타에서는 1.0에서 5.9까지, 윈도우 7에서는 1.0에서 7.9, 윈도우 8에서는 1.0에서 9.9까지 나타내며 다음과 같이 다섯 가지 점수를 포함하고 있다.
- 프로세서: 중앙 처리 장치가 1 초에 얼마큼 계산할 수 있는지를 수로 나타낸다.
- 메모리: 램이 1초에 얼마큼 작업할 수 있는지를 수로 나타낸다.
- 그래픽: 윈도우 에어로 환경에서 2차원 그래픽의 사양을 나타낸다. 에어로 그래픽 사용자 인터페이스가 제공하는 "에어로 글래스"를 사용하기 쉬운 환경은 3점 이상이다.
- 게임 그래픽: 3차원 비즈니스 및 게임 그래픽의 사양을 나타낸다.
- 주 하드 디스크: 디스크 데이터 전송 속도를 나타낸다.

체험 지수는 또한 API를 통해 특정한 응용 프로그램에서도 사용할 수 있으므로, 속도 저하 없이 하드웨어 성능을 자체적으로 판단하도록 구성하는 데 도움을 준다.

## 평가 항목
윈도우 비스타 빌드 6002와 윈도 7 빌드 7600.16385를 기준으로 시스템 평가 도구가 사용하는 평가 항목은 다음과 같다:
- 에어로 평가
- 다이렉트3D 알파 블렌딩 평가
- 다이렉트3D 텍스처 읽기 평가
- 다이렉트3D ALU 평가
- 윈도우 미디어 재생
- CPU 성능
- 메모리 성능
- 디스크 성능

실행하는 동안, "실행 중"이라는 배경 애니메이션과 진행 표시줄만 나타난다. 테스트하는 동안 측정에 방해를 받지 않게 하기 위해, 에어로 글래스의 기능은 일시적으로 꺼지게 된다.
사용자가 테스트를 직접 요청할 수도 있지만 WinSAT는 매주 한 번 자동으로 실행되도록 예약되어 있다. 기본 스케줄은 일요일 오전 1시이다.

## 같이 보기
- 윈도우 비스타
- 윈도우 7